# 대한민국 민법 제11조
대한민국 민법 제11조는 성년후견종료를 규정한 민법총칙 조문이다. 기존의 금치산·한정치산제도를 대체하여 성년후견제도를 도입하기 위해 2011년 3월 7일에 전문개정되었다.

## 조문
제11조(성년후견종료의 심판) 성년후견개시의 원인이 소멸된 경우에는 가정법원은 본인, 배우자, 4촌 이내의 친족, 성년후견인, 성년후견감독인, 검사 또는 지방자치단체의 장의 청구에 의하여 성년후견종료의 심판을 한다.

## 같이 보기
- 가정법원

## 참고 문헌
- 오현수, 일본민법, 진원사, 2014. ISBN 9788963463452
- 오세경, 대법전, 법전출판사, 2014 ISBN 9788926210277
- 이준현, LOGOS 민법 조문판례집, 미래가치, 2015. ISBN 9791155020869